# Emiliano Zapata, Jilotepec
Emiliano Zapata är en ort i Mexiko, tillhörande kommunen Jilotepec i den västra delen av delstaten Mexiko. Orten hade 154 invånare vid folkräkningen 2010.